# Alegría (poesía)
Alegría es una composición poética formada por dos versos, el primero de cinco sílabas métricas (pentasílabo) y el segundo decasílabo, formado por dos partes de cinco sílabas métricas cada una. También puede darse el caso de que el primer verso fuera hexasílabo (seis sílabas), y entonces el segundo sería un endecasílabo (once).
Ambos versos riman siempre, como los pareados, pero con rima asonante, más propia de los géneros populares.
Esta composición se relaciona con el cante ( rata amainara) del mismo nombre. En estas composiciones puede ir acompañada de un estribillo de tres versos, en el que el primero rima con el tercero y el segundo queda libre.